# Жуков, Геннадий Викторович
Геннадий Викторович Жуков (4 сентября 1955, Ростов-на-Дону, Ростовская область, РСФСР, СССР — 2 декабря 2008, Танаис, Ростовская область) — российский поэт, бард, один из основателей поэтической группы «Заозёрная школа».

## Биография
Родился 4 сентября 1955 года в Ростове-на-Дону. В 1970 году окончил 8 классов средней школы и поступил в Ростовский радиотехникум. Во время учёбы играл на барабанах в техникумовском ВИА «Три Кварка».
Выступил одним из основателей поэтической группы «Заозёрная школа» (Геннадий Жуков, Виталий Калашников, Игорь Бондаревский, Владимир Ершов, Александр Брунько). Стихи переведены на 6 языков.
Проживал в Ростове-на-Дону, в Москве, в Санкт-Петербурге, в Коктебеле, в музее-заповеднике Танаис.
В последние годы жизни музыкант болел атеросклерозом. Умер 2 декабря 2008 года от кровоизлияния в брюшную полость. Похоронен на кладбище хутора Недвиговка (Танаис).

## Книги Г. Жукова
- Геннадий. Эпистолы: Друзьям моим единственным. — Ростов-на-Дону: Ростовское книжное издательство, 1989. — 94 с. — (Заозёрная школа). — Тираж 3000 экз. — ISBN 5-7509-0012-6, Эпистолы: друзьям моим единственным (fb2)
- Колокольный конь. — М.: Молодая гвардия, 1989. — ISBN 5-235-00523-6.
- Конус, 1993.
- Не ходи сюда, мальчик… — М.: Миттель Пресс, 2009. — 318 с. — ISBN 978-5-903185-39-9.

## Публикации
- «Истоки» : Альманах. — М.: Издательство «Молодая гвардия», 1982. — № 1—2.
- Литературно-музыкальный альманах «Молодёжная эстрада». — М.: Издательство «РИФМЭ», 1986. — № 3.
- «Истоки» : Альманах. — М.: Издательство «Молодая гвардия», 1988. — № 1.
- Роднянская И. Назад — к Орфею! // Журнал «Новый мир», 1988. — № 3.
- «Весть»: проза, поэзия, драматургия : [сборник]. — Издательство «Книжная палата», Экспериментальная самостоятельная редакционная группа «Весть» — 1989.
- «Ростовское время» : Сборник. — Ростов-на Дону: Ростовское книжное изд-во, 1990.
- «Граждане ночи. Неизвестная Россия» : Сборник. — Издательство СП «Вся Москва», 1990. — Т. 1.
- Литературное обозрение. — М.: Изд-во «Правда», 1990. — № 1—6.
- Кто есть кто в современной культуре?: справочник. — Издатель «Гуманитарный фонд им. А. С. Пушкина», 1992. — Т. 1.
- Литературный альманах «Август». — М.: Издательство «Московский дворик», 1998. — Т. 1.
- Сборник «Мир Поэзии», Приложение к газете «Высокая печать». — Издательство газета «Высокая печать». — 2002. — № 3.
- Альманах «Международный форум поэзии» (недоступная ссылка) — М.: Издательство «Московский писатель», 2002.
- «Новая Россия: мир литературы» : энциклопедический словарь-справочник в 2-х томах. — М.: Издательство «Вагриус», 2003. — ISBN 5-94871-004-1, ISBN 978-5-94871-004-4 — Т. 1.
- Литературный журнал «День и Ночь». — Красноярск: Издательство ООО «День и Ночь», 2006. — № 1—2.
- Журнал «Радуга» — Киев, 2009.
- Журнал «Ковчег» — Ростов-на-Дону, 2009. — № 24.
- Литературный журнал «Дети Ра». — М.: Издатель — Холдинговая компания «Вест-Консалтинг», 2009. — № 7(57).
- Сборник «Душа Танаиса», археологический музей-заповедник Танаис.

## Фестивали, концерты
- 1984 Новокуйбышевский фестиваль
- 1987 Фестиваль в Белопесецке
- 1988 Концерт во Владимире, актовый зал завода «Электроприбор»
- 1992 Фестиваль в Старом Осколе, «Оскольская Лира»
- 1993 Концерт во Владимире в театральном зале «Новая сцена»
- 1994 Фестиваль в Старом Осколе, «Оскольская Лира»
- 1995 Концерт во Владимире
- 1995 Санкт-Петербург, клуб Восток
- 1995 Самара, Грушинский фестиваль
- 1995 Фестиваль в Старом Осколе, «Оскольская Лира»
- 1995 Концерт в Вятке
- [lib.ru/KSP/sandd/10220196.txt 1996 Концерт в Москве в Театре песни «Перекресток»]
- 1998 Концерт в Москве, Крымский клуб
- 1998 Концерт в Москве в Театре песни «Перекресток»
- 2000 Фестиваль в Старом Осколе, «Оскольская лира»
- 2005 Концерт в Санкт-Петербурге в книжном супермаркете «Буквоед»

## Дискография
Существуют многочисленные записи песен Геннадия Жукова — концертные, «квартирные», и студийные, распространявшиеся в разное время подборками. Часть из них «состоялись» в качестве номерных альбомов — в том числе, невзирая на «нестудийное» происхождение.
- «Казанский альбом» — 1990
- «Красноярский альбом» — 1992
- «В два голоса» — 1995
- «Перекресток» — 1999
- «Петербургский альбом» — 2005
- «Ростовский альбом» — 2007

## Фильмография
- «Ростовские этюды», Донтелефильм, 1988.
- «Песни на социальные темы. Ностальгия по настоящему, или Кто останется в песне», 1991.
- «Здесь, под античным небом Танаиса», Донтелефильм, 1991.
- «Овидий», ООО «Киностудия „Млечный путь“», 2003.
- «Кочевник». Реж. Л. Рублевская. Студия «Провинциальный салон». 2007.
- «Лики Жукова»

## Память
- В одном из залов Государственного музея «Танаис» в 2009 году была открыта экспозиция памяти Геннадия Жукова[3].